# (980) Анакостия
(980) Анакостия (англ. Anacostia) — довольно крупный астероид главного пояса, принадлежащий к редкому спектральному классу L. Он был открыт 21 ноября 1921 года американским астрономом Джорджем Питерсом, работавшим в американской военно-морской обсерватории в Вашингтоне и назван в честь реки Анакостия.

Орбита астероида Анакостия и его положение в Солнечной системе
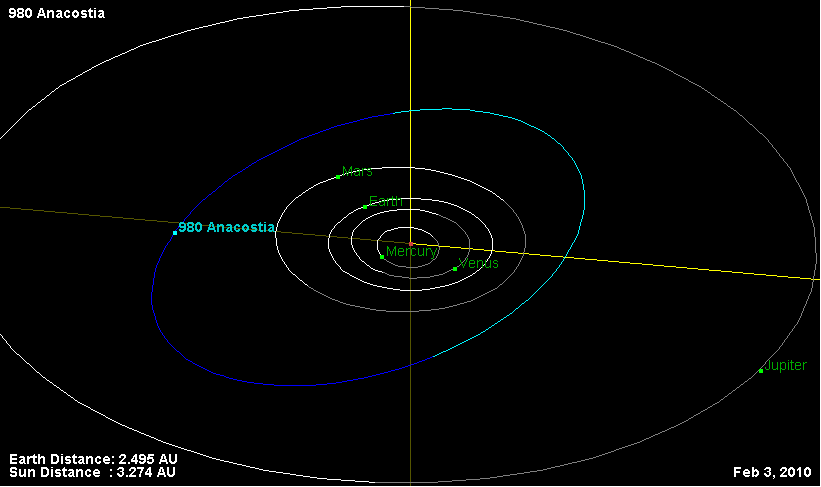
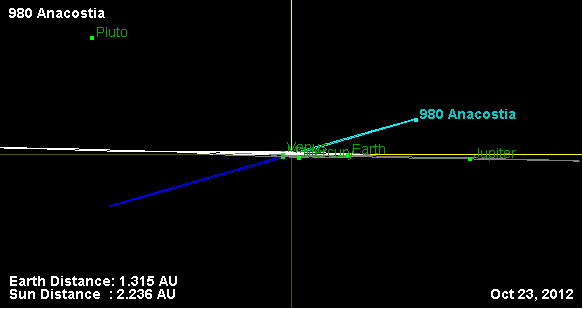

В обсерватории Кека с помощью адаптивной оптики были проведены исследования, которые позволили оценить диаметр астероида в 70 ± 6 км, что на 23 % меньше, чем оценки, сделанные с помощью IRAS. Также удалось установить, что астероид имеет соотношение больших и малых полуосей равной 1,09.
Поляриметрические исследования обнаружили необычные свойства его поверхности, которые объясняются тем, что она покрыта слоем реголита, состоящего из частиц различных материалов, имеющих высокое и низкое альбедо. Это может быть связано с наличием материалов, которые по спектральным характеристикам напоминают CO3/CV3 углеродные хондриты.